# A Little Dramatic
A Little Dramatic è un EP della cantante bulgara Victoria, pubblicato il 26 febbraio 2021 su etichetta discografica Ligna Studios.

## Descrizione
L'EP è stato annunciato dalla cantante il 29 gennaio 2021. Le cinque tracce sono state pubblicate una al giorno a metà febbraio, con l'intenzione di selezionare una di esse per rappresentare la Bulgaria all'Eurovision Song Contest 2021 attraverso il feedback dei fan. La scelta è ricaduta su Growing Up Is Getting Old, confermata come canzone eurovisiva bulgara per Rotterdam il 10 marzo 2021.

## Tracce
1. Imaginary Friend – 3:22
2. Growing Up Is Getting Old – 3:19
3. Dive Into Unknown – 3:21
4. Phantom Pain – 4:11
5. The Funeral Song – 3:20